# Bombshell (1933)
Bombshell is een Amerikaanse dramafilm uit 1933 onder regie van Victor Fleming. Destijds werd de film in Nederland uitgebracht onder de titel De blonde sensatie.

## Verhaal
De filmactrice Lola Burns is woedend op de publicist Space Hanlon, die almaar roddels over haar verzint. Ze heeft ook een slechte band met haar familie, die alleen maar op haar geld uit is. Als ze een kind wil adopteren, steekt Space daar een stokje voor en Lola vlucht weg uit Hollywood. Later maakt ze kennis met Gifford Middleton, die niet van films houdt en dus niet weet wie Lola is. Ze worden verliefd en trouwen stiekem, maar dan komt Space haar weer op het spoor.

## Rolverdeling
| Acteur          | Personage          |
| --------------- | ------------------ |
| Jean Harlow     | Lola Burns         |
| Lee Tracy       | Space Hanlon       |
| Frank Morgan    | Pa Burns           |
| Franchot Tone   | Gifford Middleton  |
| Pat O'Brien     | Jim Brogan         |
| Una Merkel      | Mac                |
| Ted Healy       | Junior Burns       |
| Ivan Lebedeff   | Markies Hugo       |
| Isabel Jewell   | Vriendin           |
| Louise Beavers  | Loretta            |
| Leonard Carey   | Winters            |
| Mary Forbes     | Mevrouw Middleton  |
| C. Aubrey Smith | Mijnheer Middleton |
| June Brewster   | Alice Cole         |